# Diplusodon virgatus
Diplusodon virgatus är en fackelblomsväxtart som beskrevs av Johann Baptist Emanuel Pohl. Diplusodon virgatus ingår i släktet Diplusodon och familjen fackelblomsväxter. Utöver nominatformen finns också underarten D. v. occidentalis.

## Bildgalleri

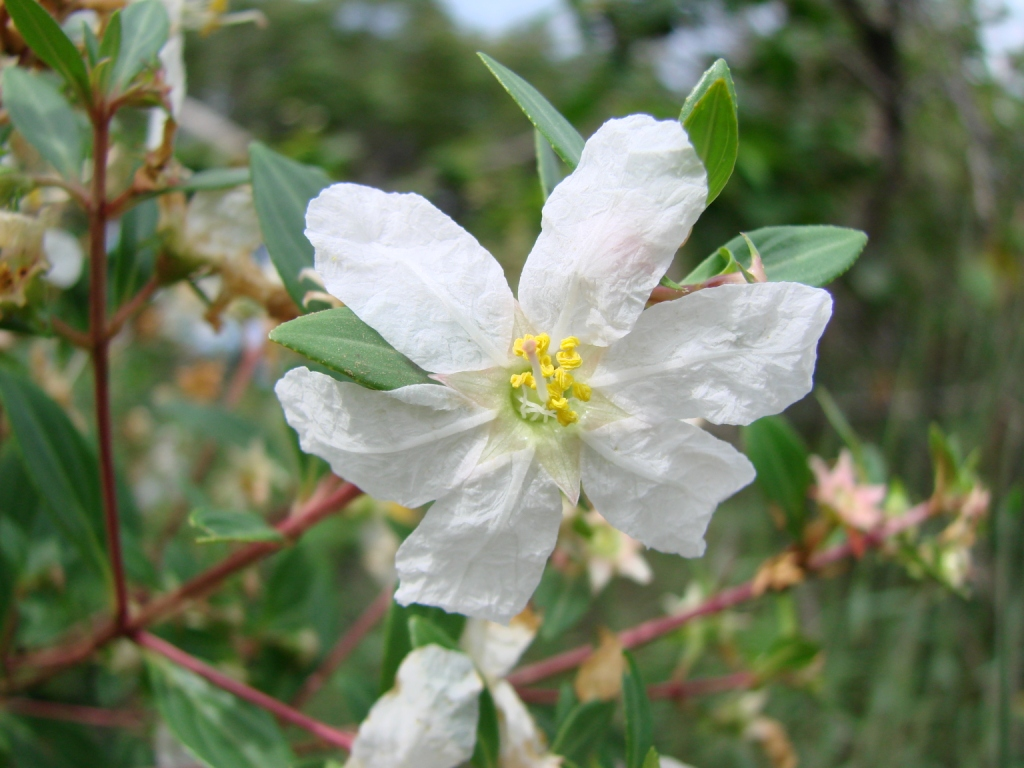